# Myotis siligorensis
Myotis siligorensis — вид рукокрилих роду Нічниця (Myotis).

## Поширення, поведінка
Проживання: Камбоджа, Китай, Індія, Індонезія (Калімантан), Лаос, Малайзія, М'янма, Непал, В'єтнам. Лаштує сідала в печерах і щілинах в старих будівлях в невеликих групах по декілька чоловік. Він може бути знайдений в гірських лісах Гімалаїв, низинних лісах.